# Torneo Acropolis 2011
Il Torneo Acropolis 2011 si è svolto dal 23 al 25 agosto 2011.

Gli incontri si sono svolti nell'impianto ateniese "Olympiahalle".
Questa edizione ha visto la defezione del Montenegro, avvenuta a pochi giorni dal Torneo, e il successivo rifiuto della Nazionale del Libano ad occuparne il posto rimaso libero. Posto poi occupato dalla Brigham Young University.
Per la prima volta una gara in programma non ha potuto avere inizio: l'incontro Bulgaria-Brigham Young University, previsto alla terza giornata, non si è potuto svolgere dato che non è stato possibile spostare le prenotazioni aeree della squadra Usa che ha partecipato al Torneo, ma evidentemente non per tutte e tre le partite.

## Squadre partecipanti
1. Brigham Young University
2. Bulgaria
3. Grecia
4. Italia

## Risultati
| Atene 23 agosto , ore 17:45 | Italia | 74 – 71 (21-16, 40-42, 58-51) | Bulgaria | Olympiahalle |

| Atene 23 agosto , ore 20:15 | Grecia | 83 – 54 (28-12, 52-26, 59-38) | Brigham Young University | Olympiahalle |

| Atene 24 agosto , ore 17:45 | Brigham Young University | 63 – 102 (14-23, 36-43, 45-77) | Italia | Olympiahalle |

| Atene 24 agosto , ore 20:15 | Grecia | 101 – 67 (31-13, 54-32, 74-56) | Bulgaria | Olympiahalle |

| Atene 25 agosto , ore 20:15 | Grecia | 81 – 82 (d.2t.s.) (11-20, 31-28, 47-63, 62-62, 71-71) | Italia | Olympiahalle |

## Vincitrice
Italia
| Titolo | Giocatore      | Nazionalità |
| ------ | -------------- | ----------- |
| MVP    | Antōnīs Fōtsīs | Grecia      |